# Кастиљоне (Торино)
Кастиљоне (итал. Castiglione) је насеље у Италији у округу Торино, региону Пијемонт.
Према процени из 2011. у насељу је живело 132 становника. Насеље се налази на надморској висини од 713 м.